# Andis Dilāns

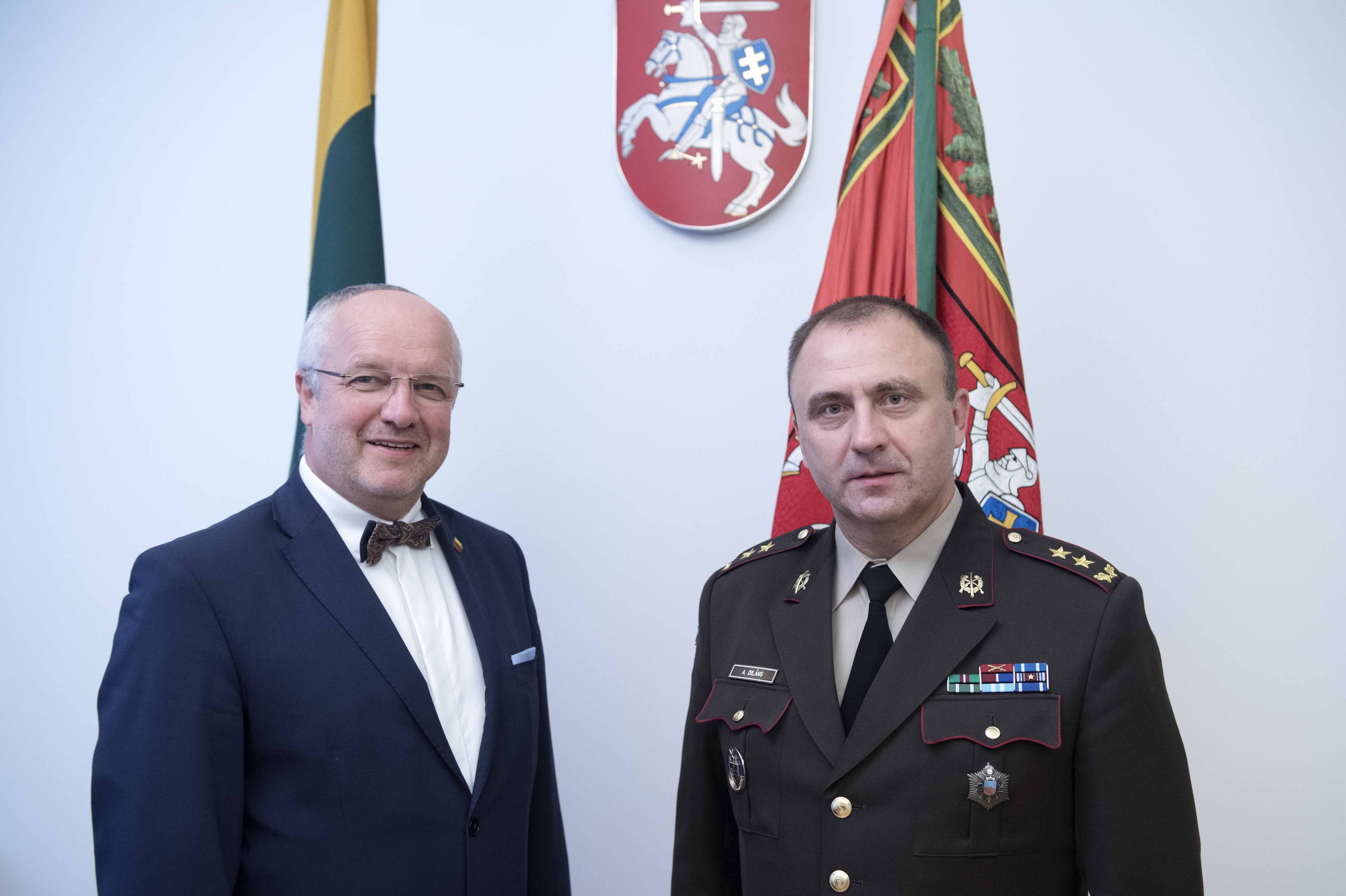
J. Olekas (l) und A. Dilāns (r)

Andis Dilāns (* 27. September 1970 in Ilūkste) ist ein Offizier der lettischen Armee im Range eines Generalmajors. Bis Dezember 2012 und nochmals von November 2023 bis Juli 2024 war er  Stabschef und stellvertretender Befehlshaber der Nationalen Streitkräfte. Von 2016 bis 2020 war er Kommandant der Baltischen Verteidigungsakademie.

## Leben
Andis Dilāns wurde 1970 in Ilūkste, im Südosten, in der damaligen Lettischen SSR geboren.
Der General ist verheiratet und Vater eines Sohnes. Zu seinen Hobbys zählen Tennis und andere Outdoor-Sportarten.

### Militärische Laufbahn
Beförderungen
- Leutnant (1992)
- Hauptmann (1994)
- Major (1997)
- Oberstleutnant (2001)
- Oberst (2005)
- Brigadegeneral (2009)
- Generalmajor (2014)

Andis Dilāns schloss sich 1992 den, nach der wiedererlangten Unabhängigkeit Lettlands, neu entstehenden Streitkräften seines Heimatlandes an. Nach zahlreichen Verwendungen und Weiterbildungen im In- und Ausland, bei denen er sich für höhere Aufgaben qualifiziert hatte, übernahm er bis Dezember 2012 das Amt des Stabschefs der lettischen Streitkräften.
Während dieser Tätigkeit, wurde er am 4. November 2009 zum Brigadegeneral befördert und absolvierte 2011 einen Masterstudiengang an der National Defense University. Nach dem Ende seiner Amtszeit als Stabschef, wurde er im Jahr 2013 als militärischer Repräsentant Lettlands bei der NATO und EU tätig. Am 11. August 2014 wurde er zum Generalmajor befördert. Am 8. August 2016 wurde er zum Kommandanten der Baltischen Verteidigungsakademie (BALTDEFCOL) ernannt. Er löste dort  Vitalijus Vaikšnoras ab und war der zweite Lette auf dem Posten, der im Wechsel jeweils von einem Offizier aus den baltischen Staaten besetzt wird. Im Juni 2020 folgte ihm der Este Ilmar Tamm. Dilāns war in der Folgezeit als Militärattaché in den USA tätig. Am 1. November 2023 übernahm er erneut den Posten des Stabschefs der Streitkräfte. Seit dem 4. Juli 2024 ist er im lettischen Verteidigungsministerium tätig – den Posten als Stabschef übergab er vor diesem Hintergrund zum 1. August desselben Jahres an Georgs Kerlins.